# Athletic Park (Wausau)
Pour les articles homonymes, voir Athletic Park.
L'Athletic Park, parfois désigné sous le nom d'Historic Athletic Park, est un stade de baseball de la ville de Wausau, dans l'État du Wisconsin, aux États-Unis. Construit dans les années 1930, il est emblématique de l'histoire du baseball professionnel dans la ville de Wausau ; il a notamment été le domicile des Timberjacks de Wausau, des Lumberjacks de Wausau et des Timbers de Wausau. Il est depuis le domicile des Woodchucks du Wisconsin.

## Histoire
Le stade est construit peu après la crise de 1929. Le comté de Marathon est durement touché par la crise et la Grande Dépression. C'est dans le cadre de la politique du New Deal que nombre de travaux d'urbanisation de ce comté rural sont entrepris, : les quartiers sont électrifiés, la voirie est améliorée, et des édifices publics sont construits, dont l'Athletic Park et la Maison de la Jeunesse au Marathon Park.